# Karl Fredrik Wasenius (musikkritiker)

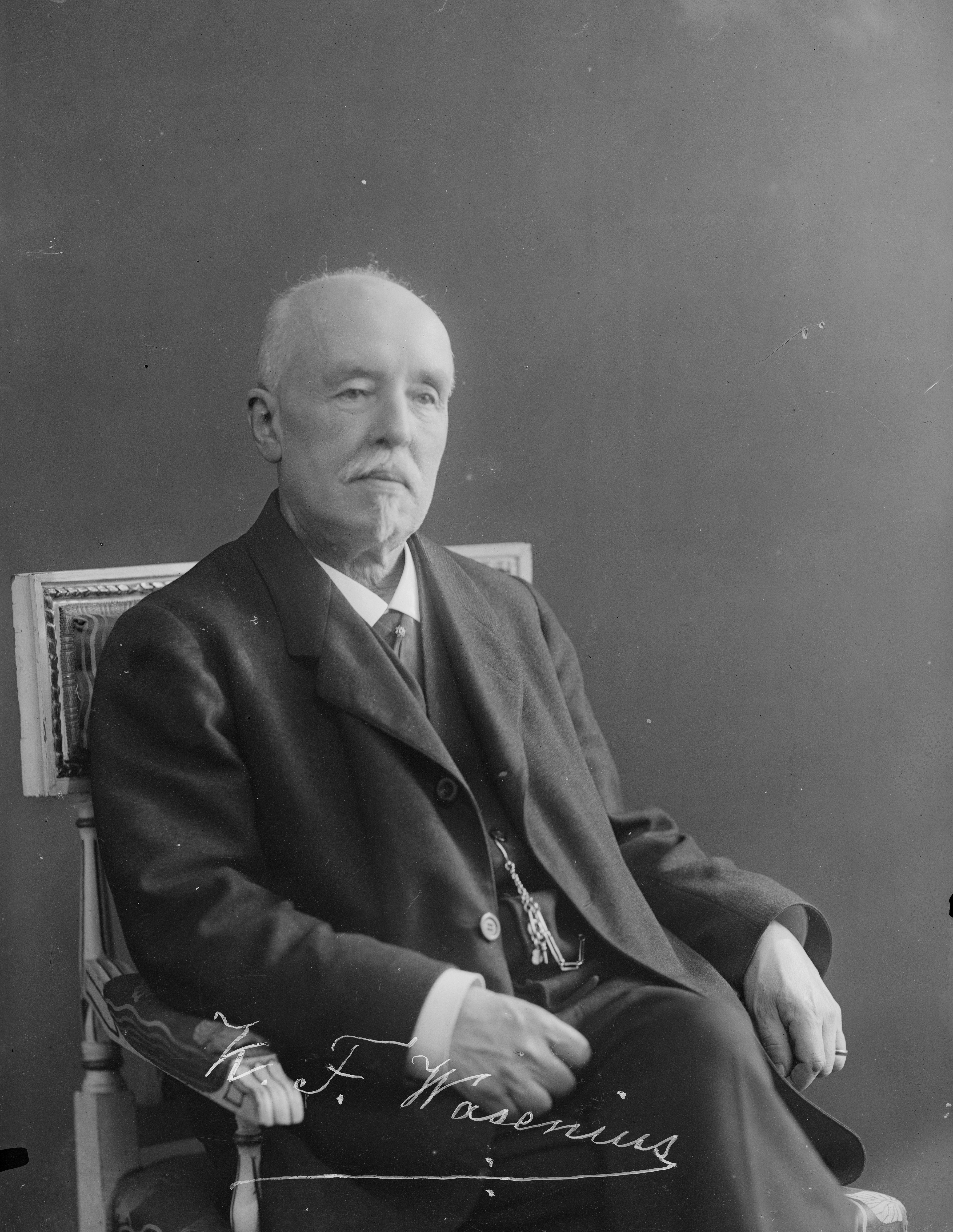
Karl Fredrik Wasenius.

Karl Fredrik Wasenius, född 7 oktober 1850 i Helsingfors, död där 10 oktober 1920, var en finländsk violinist och musikkritiker, under flera år känd under signaturen Bis i Hufvudstadsbladet.
Wasenius avlade studentexamen vid Katedraskolan i Åbo och bedrev studier vid Helsingfors universitet. År 1873 engagerades han vid det av Leonard Borgström ägda H. Borgström & Companys kontor i Helsingfors, där han kvarstod till 1888, varefter han öppnade egen musikhandel i huvudstaden. Han var Helsingfors stadsorkesters förste violinist och var under en tid violinist, konsertmästare, repetitör och senare dirigent vid Svenska Teatern. Han började skriva musikrecensioner i Helsingfors Dagblad och övergick senare till Hufvudstadsbladet, där han skrev under pseudonymen Bis. Som kritiker ansågs han vara principfast, men fastän hans recensioner stundtals var subjektiva, vann Wasenius aktning hos både musikeliten och allmänheten. Han komponerade också en smärre mängd egna sånger och publicerade några uppsatser, däribland en biografi över skådespelerskan Fanny Grahn.
I ungdomen var Wasenius hängiven seglare och medlem av Nyländska Jaktklubben. Han var son till musikern Carl Wasenius och Olga Apollonia Emilia Möllhausen. Han var sedan 1882 gift med Elin Hagman.